# مابل فيربانكس
مابل فيربانكس (بالإنجليزية: Mabel Fairbanks)‏ هي متزلجة فنية أمريكية، ولدت في 14 نوفمبر 1916 في فلوريدا في الولايات المتحدة، وتوفيت في 29 سبتمبر 2001 في بربانك في الولايات المتحدة.